# Peada av Mercia
Peada av Mercia, död 656, var en engelsk monark. Han var kung av Mercia 655–656. 